# المعهد البريطاني للمعايير

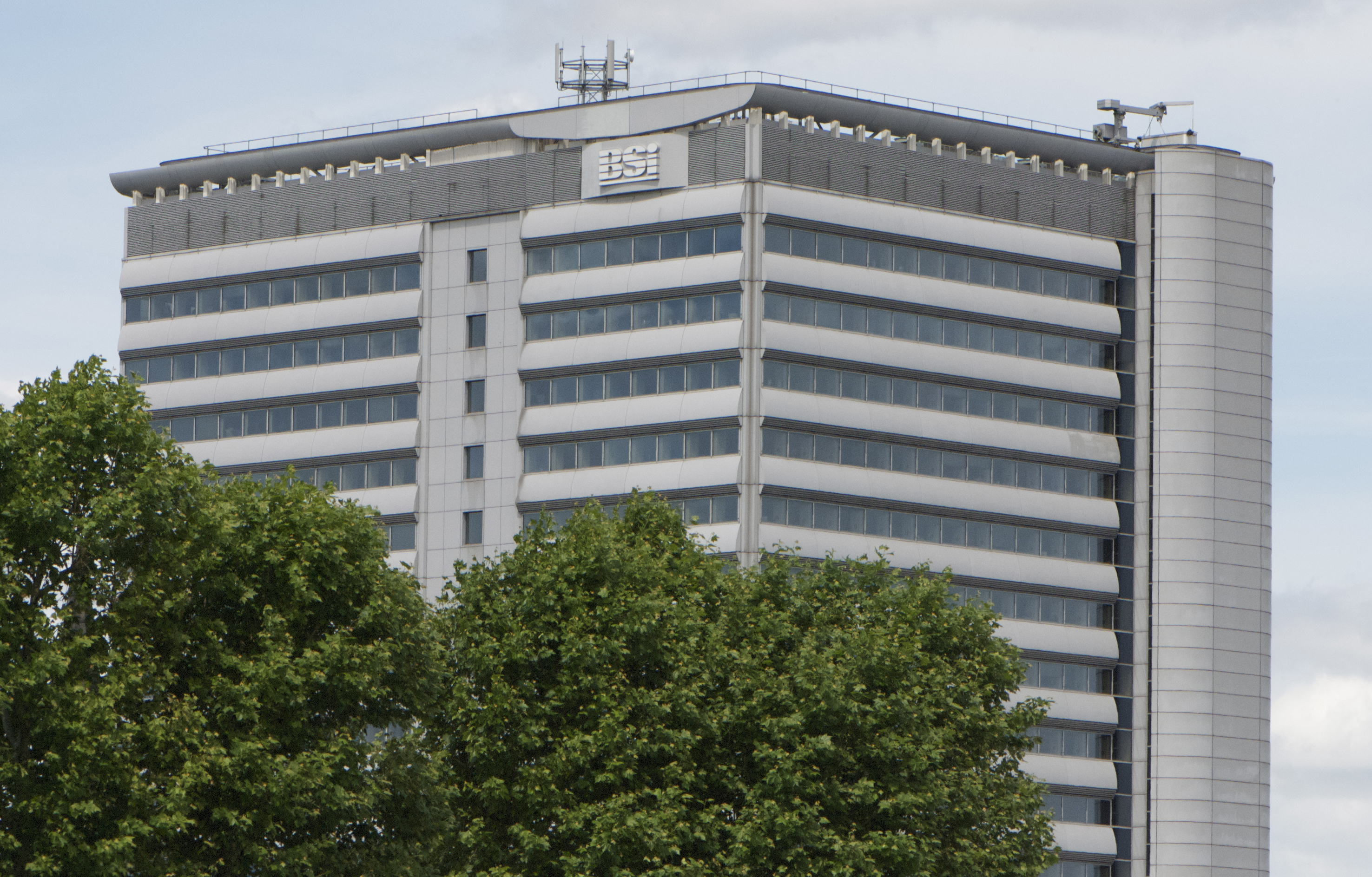
مبنى المعهد البريطاني للمعايير

المعهد البريطاني للمعايير (بالإنجليزية: BSI Group)‏  والمعروفة أيضًا باسم المعهد البريطاني للمعايير وهي هيئة المعايير الوطنية للمملكة المتحدة. تضع معايير فنية حول مجموعة واسعة من المنتجات والخدمات، كما تقدم خدمات إصدار الشهادات والمعايير المتعلقة بالمؤسسات.

## تاريخها
عرفت في البداية بلجنة المعايير الهندسية في لندن في عام 1901. ثم وسعت أعمال التقييم الخاصة بها وأصبحت جمعية المعايير الهندسية البريطانية في عام 1918، ثم تحولت للمعهد البريطاني للمعايير، في عام 1931 بعد حصولها على ميثاق ملكي في عام 1929، وفي عام 1998 مكنت مراجعة الميثاق المنظمة من تنويع واستحواذ الشركات الأخرى، وتم تغيير الاسم المتداول إلى مجموعة BSI.
تعمل المجموعة الآن في 182 دولة. يظل العمل الأساسي هو وضع المعايير والخدمات المتعلقة بها، على الرغم من أن غالبية إيرادات المجموعة تأتي من تقييم أنظمة الإدارة ومنح الشهادات.

## الأنشطة

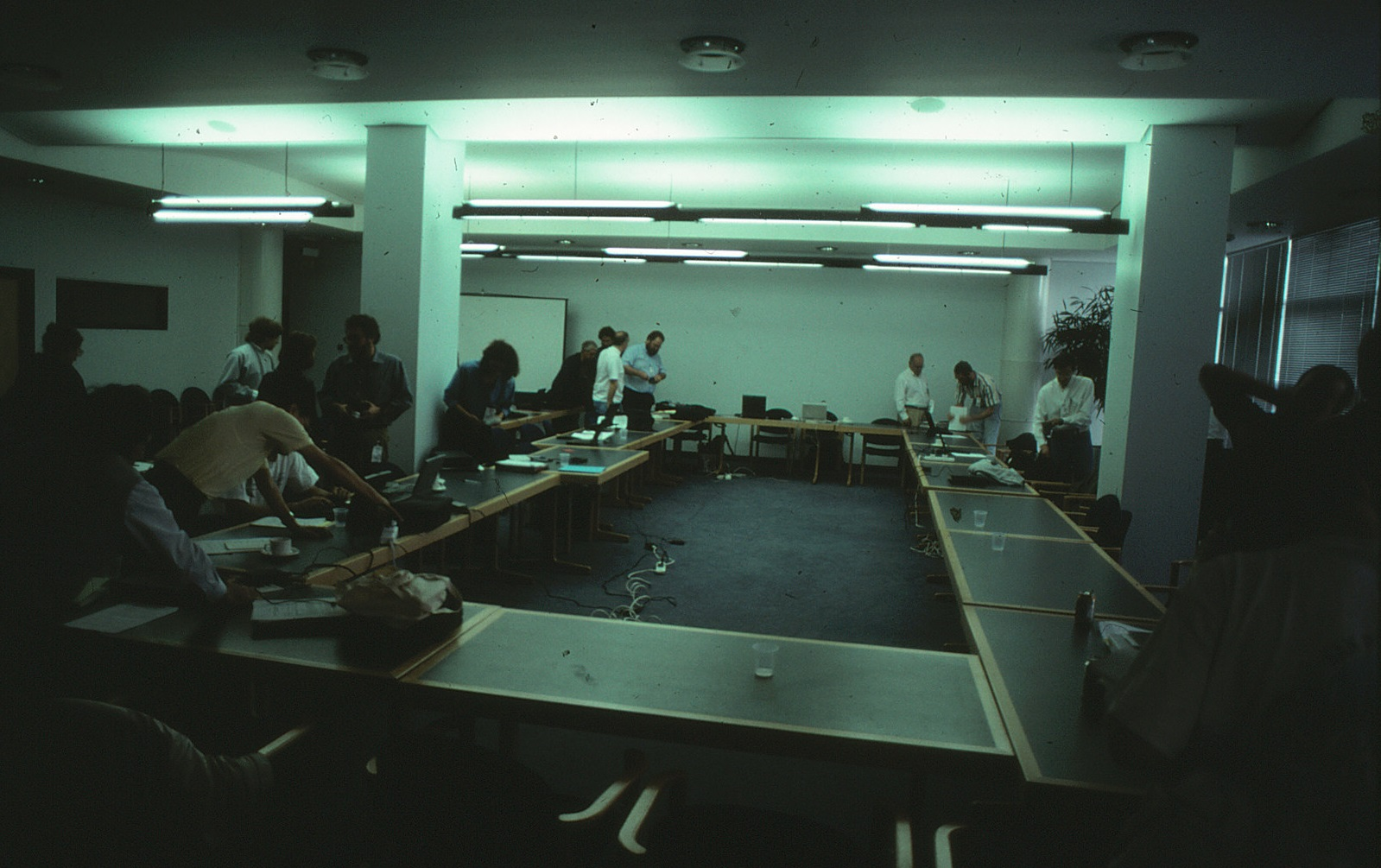
اجتماع لجنة المعايير الدولية للغة البرمجة C ++ ، استضافته مؤسسة المعايير البريطانية عام 1997

تعتبر هيئة المعايير البريطانية ملزمة بتبني ونشر جميع المعايير الأوروبية المطابقة للمعايير البريطانية وحذف المتضارب والموجود منها مسبقًا. ولديها أيضا خيار اعتماد ونشر المعايير الدولية واستجابةً للمطالب التجارية، تضع أيضًا المعايير الخاصة بالمنتجات كتحديد المواصفات العامة له، وايضا المواصفات الخاصة والمعلومات التجارية. يتم تفويض منظمات فردية وتجارية لتلبية لوضع المواصفات القياسية للمنتجات والإرشادات وقواعد الممارسة وما إلى ذلك. وتضع الهيئة أيضًا المعايير المتعلقة بالكتب والأقراص المضغوطة ومنتجات الاشتراك والحلول المستندة إلى الويب بالإضافة إلى توفير التدريب على المسائل المتعلقة بالمعايير.

## إجراء الاختبارات

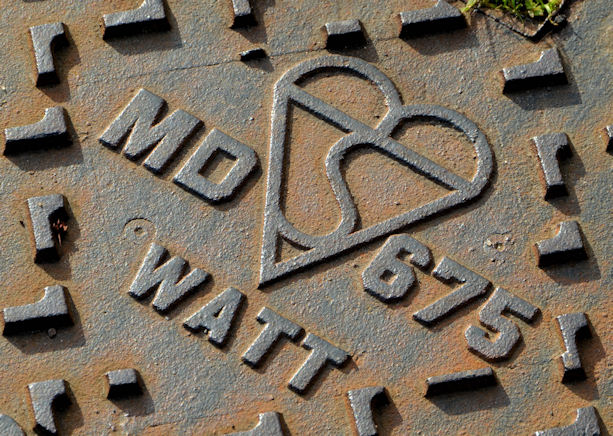
رمز Kitemark كما يظهر على غطاء الوصول في نيوتاوناردز، أيرلندا الشمالية

ومن خلال التجارب، فإن أفضل منتج معروف للهيئة في المملكة المتحدة هو كايت مارك، وهي علامة تصديق مسجلة تم استخدامها لأول مرة في عام 1903. تشير كايتمارك - التي يعترف بها 82٪ من البالغين في المملكة المتحدة  - إلى المنتجات أو الخدمات التي تم تقييمها واختبارها على أنها مطابقة للمواصفات في مخطط كايت مارك.
كما تجري الهيئة اختبارات للمنتجات للحصول على عدد من الشهادات، بما في ذلك علامات سي أي. فيجب تطبيق علامات سي أي على مجموعة من المنتجات المعروضة للبيع في المنطقة الاقتصادية الأوروبية. وغالبا ما يحتاج المصنّعون أو المستوردون إلى ترخيص من جهة خارجية لمنتجهم أو من هيئة معتمدة. فتحمل الهيئة حالة الجهة المعتمدة من أجل 15 توجيه من الاتحاد الأوروبي، بما في ذلك منتجات البناء والمعدات البحرية والمعدات المضغوطة ومنتجات الحماية الشخصية.
كما تجري الهيئة اختبارات للمصنعين لتطوير منتجات جديدة ولديها مرافق للاختبار عبر مجموعة واسعة من القطاعات، بما في ذلك قطاع البناء والسلامة من الحرائق والمنتجات الكهربائية والإلكترونية والهندسية.
أما في مجال الرعاية الصحية، تقدم هيئة المعايير البريطانية مراجعات تنظيمية وإدارة الجودة، وشهادات المنتجات لمصنعي الأجهزة الطبية في أوروبا والولايات المتحدة وأستراليا واليابان وتايوان وكندا والصين. فهي الشركة الرائدة في السوق في الولايات المتحدة الأمريكية، وأكبر سوق للرعاية الصحية في العالم.

## تقييم واعتماد أنظمة الإدارة

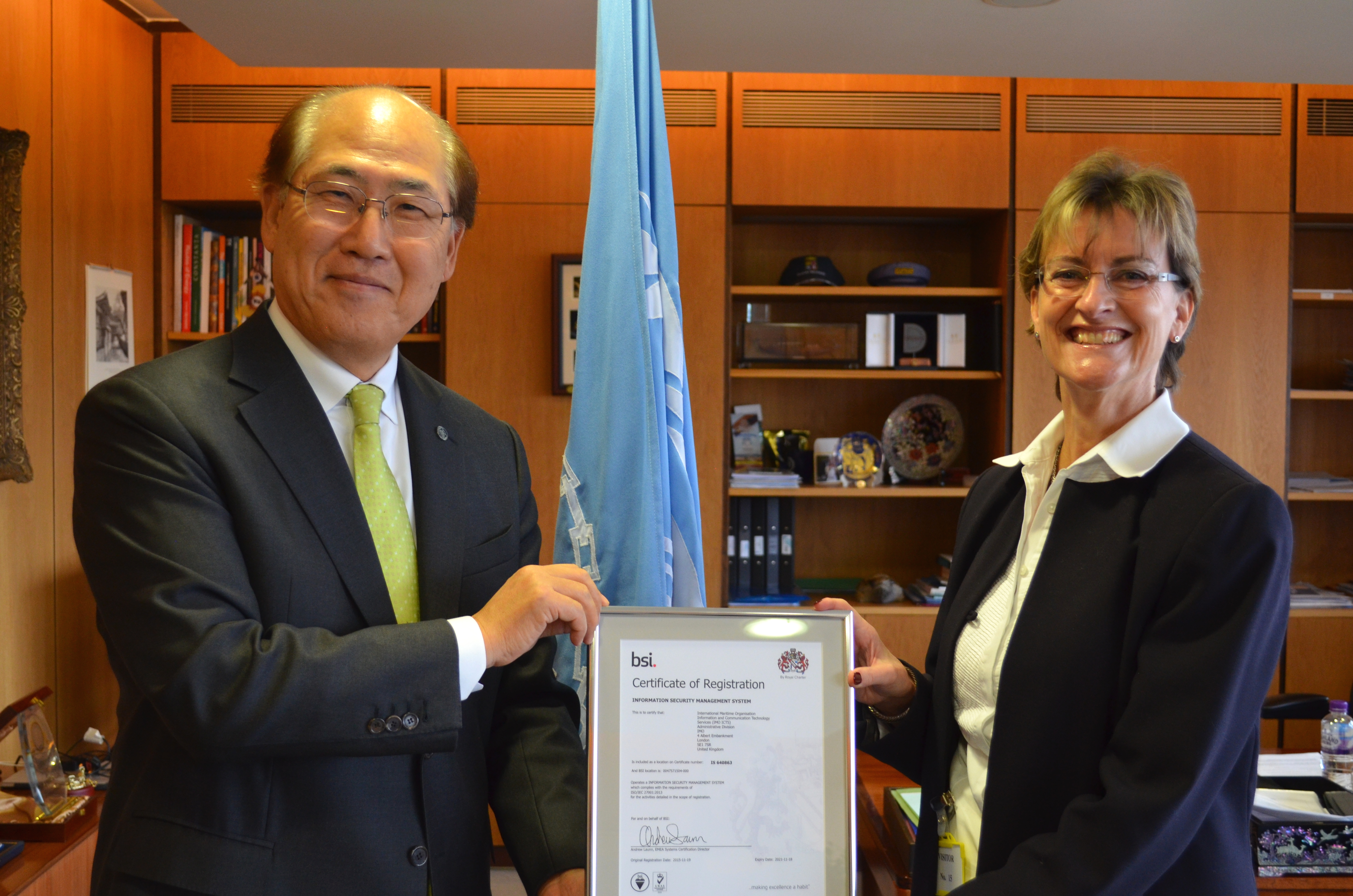
ممثل BSI يقدم شهادة المعايير إلى المنظمة البحرية الدولية في 2018

مع 80000 عميل، BSI هي واحدة من أكبر هيئات إصدار الشهادات في العالم. يقوم بالتدقيق وتقديم الشهادات للشركات في جميع أنحاء العالم التي تطبق معايير أنظمة الإدارة. تدير BSI أيضًا دورات تدريبية تغطي متطلبات التنفيذ والتدقيق لمعايير أنظمة الإدارة الوطنية والدولية.
تم اعتماده بشكل مستقل  ويقوم بتقييم مجموعة واسعة من المعايير والمواصفات الأخرى بما في ذلك:
- (الجودة) ISO 9001،
- (أنظمة إدارة الجودة للأجهزة الطبية)ISO 13485
- البيئةISO 14001،
- (أنظمة إدارة الطاقة) ISO 50001،
- (المرونة التنظيمية)BS 65000،
- (الصحة والسلامة المهنية) ،ISO 45001
- (BS 7799 سابقاً لأمن المعلومات)

ISO / IEC 27001،
- (BS 15000 سابقاً لإدارة خدمات تكنولوجيا المعلومات) ؛ISO / IEC 20000
- (الإدارة المتكاملة) PAS 99،
- (الأمن المجتمعي - أنظمة إدارة استمرارية الأعمال - المتطلبات) ، ISO 22301
- التحقق من انبعاثات غازات الاحتباس الحراري،
- مائدة مستديرة حول زيت النخيل المستدام (RSPO)
- SA8000 (المساءلة الاجتماعية) و
- معايير ومواصفات سلامة الغذاء، بما في ذلك ISO 22000.
- الفضاء AS9100 ، AS9110 ، AS9120
- نظام تداول الانبعاثات في الاتحاد الأوروبي (EU ETS)

## معالم

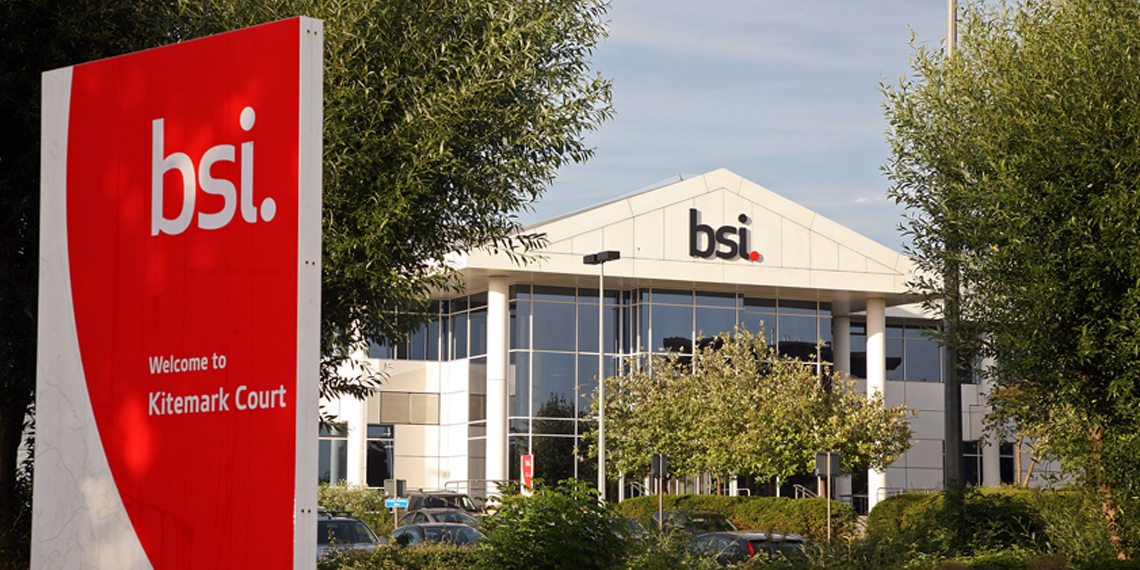
مقر BSI EMEA في ميلتون كينز

- BSI هي أول هيئة معايير وطنية في العالم. [13]
- أنشأت BSI واحدة من أولى علامات الجودة في العالم في عام 1903، عندما تم دمج الحروف "B" و "S" (للمعيار البريطاني) مع V (للتحقق) لإنتاج شعار Kitemark.
- لعبت BSI دورًا أساسيًا في تشكيل ISO ، المنظمة الدولية للتوحيد القياسي، في عام 1947 وما يعادلها من أوروبا، CEN ، في عام 1961.[13]

- كانت BSI رائدة في تطوير معايير أنظمة الإدارة: أولها كان BS 5750، [2] معيار أنظمة إدارة الجودة الأصلي الذي شكل نموذجًا لسلسلة معايير الجودة ISO 9000، الذي نُشر لأول مرة في 1994.
- نشرت BSI أول معيار عالمي للإدارة البيئية، BS 7750، في عام 1992. وأدى ذلك إلى نشر أول معيار دولي للإدارة البيئية، ISO 14001، في عام 1996. كما نشرت BSI أول معيار استدامة في العالم، BS 8900، في عام 2006.
- تشغيل أنظمة إدارة BSI في المملكة المتحدة محايد كربونيًا منذ عام 2006. خفضت BSI سفر رجال الأعمال بمقدار 200000 ميل سنويًا، واستثمرت في تعويض الكربون في المملكة المتحدة وبلغاريا.
- تم ترشيح BSI كعلامة تجارية لسوبربراند في المملكة المتحدة كل عام منذ 2004. BSI في المرتبة حاليًا لا. 42 من أصل 500 منظمة.[14]

## عمليات الاستحواذ
ابتداءً من عام 1998، اعتمدت مجموعة BSI سياسة النمو الدولي من خلال الاستحواذ على النحو التالي:
- 1998: CEEM ، الولايات المتحدة الأمريكية وشهادة المعايير الدولية Pte Ltd ، سنغافورة
- 2002: شركة KPMG لإصدار الشهادات في أمريكا الشمالية
- 2003: المحيط الهادئ Ltd ، هونج كونج
- 2004: شركة KPMG لإصدار الشهادات في هولندا
- 2006: نيس زيرت، ألمانيا؛ الإنتروبى الدولية Ltd ، كندا والمملكة المتحدة؛ شهادة المعيار Pty Ltd ، أستراليا؛ ASI-QS ، المملكة المتحدة
- 2009: قسم أمن سلسلة التوريد بشركة المزايا الأولى. USA ؛ شهادة الدولية S.r.l ، إيطاليا؛ EUROCAT ، ألمانيا
- 2010: GLCS ، المصدق الرائد للمعدات الاستهلاكية المتعلقة بالغاز في المملكة المتحدة وواحدة من أفضل ثلاث شركات في أوروبا، [16] أعمال التصديق لشركة خدمات إيطاليا S.r.l. (BSS) ؛ إدارة الأنظمة في إندونيسيا (SMI).

- 2013: 9 أيار (مايو) 2013 - NCS الدولية[16] وشركتها التابعةNCSI، الأمريكية
- 2015: 24 يناير 2015- EORM ، شركة استشارية أمريكية متخصصة في خدمات البيئة والصحة والسلامة (EHS) والاستدامة [17]
- 2015: 30 يناير 2015 - أعمال اعتماد أنظمة الإدارة لشركة PwC في جنوب إفريقيا [18]
- 2015: 3 يونيو 2015 - شركة شركة Inc ، وهي شركة استشارات بيئية وهندسية أمريكية [19]

- 2016: 4 أبريل 2016 - Espion Ltd و Espion UK ، خبراء في إدارة وتأمين معلومات الشركة [20]

- 2016: 15 أغسطس2016 - خدمات الصحة والسلامة البيئية LLC ، خبراء في السلامة المهنية والسلامة الصناعية والامتثال البيئي [21]

- 2016: 22 سبتمبر 2016 - شركة حلول البيئة الإبداعية(CES) Corp ، وهي شركة استشارية في مجال البيئة والسلامة[22]

- 2016: 4 أكتوبر 2016 - شركة Info-Assure Ltd ، وهي شركة رائدة في توفير الأمن السيبراني وضمان المعلومات [23]

- 2016: 15 ديسمبر 2016 - شركة مجموعة إدارة الكم، وهي شركة استشارية أمريكية في مجال البيئة والصحة والسلامة (EHS) [24]

- 2017: 5 ديسمبر2017 - نيفيل كلارك، خبير تحسين إجراءات الأعمال [1]
- 2018: 8 نوفمبر 2018 - شركة AirCert GmbH ، وهي شركة متخصصة في إصدار شهادات الطيران وتقع في ميونيخ، ألمانيا [25]

- 3 أبريل 2019 - شركة أبسيك للاستشارات، شركة أمريكية للأمن السيبراني ومرونة المعلومات [26]